# جورج برگوین اندرسون
جورج برگوین اندرسون (۱۲ آوریل سال 1831 – ۱۷ اکتبر سال ۱۸۶۲) یک افسر ارتش ایالات متحده آمریکا و یکی از فرماندهان ارتش ایالات مؤتلفه آمریکا در طول جنگ داخلی آمریکا بود. وی یکی از شش فرمانده نظامی بود که در طی نبرد آنتی تام کشته شد.

## زندگی‌نامه
جورج برگوین اندرسون در ۲۱ آوریل ۱۸۳۱ در اورنج کانتی، کارولینای شمالی زاده شد. وی بزرگترین فرزند پسر ویلیام اندرسون و فرانسیس الیزا برگوین بود. وی در مدرسه خصوصی کالدول تحصیل کرد و در کنار آن همراه پدرش به کار کشت و زرع می‌پرداخت. وی در کارولینای شمالی به دانشگاه چارلی رفت و پس از دانش‌آموختگی، وارد دانشکده نظامی آمریکا، وست پوینت شد. وی در سال ۱۸۵۲ در رسته سواره نظام دوره آموزشی خود را به پایان رسانید و پس از آن با درجه ستوان دومی در واحد دراگونز (انگلیسی: Dragoons) مشغول خدمت شد. پس از آن وی به کالیفرنیا فرستاده شد تا در مأموریت پاسداری و نگهداری از خط راه‌آهن آنجا شرکت کند و گزارش‌هایی به تگزاس ارسال کند. سپس وی در چندین زدوخورد در طی نبرد یوتا حضور یافت و به درجه ستوان یکم ارتقا پیدا کرد.
در سال ۱۸۵۹، به اندرسون در لوییویل، کنتاکی بعنوان افسر آموزش مأموریت داده شد. وی در آنجا با میلدرد اروینگ آشنا شد و با وی ازدواج کرد. اندرسون از اوت ۱۸۵۸ تا سپتامبر ۱۸۵۹ بعنوان آجودان و معاون فرماندهی به خدمت پرداخت.

## جنگ داخلی
هنگامی که جنگ داخلی آغاز شد، اندرسون استعفای خود از ارتش آمریکا را نوشت و در ۲۵ آوریل ۱۸۶۱ به خانه بازگشت.
چند ماه بعد، در ۱۴ اکتبر اندرسون با درجه سرهنگ دومی، به عنوان فرماندهی هنگ چهارم داوطلبان کارولینای شمالی برگزیده شد. وی به مدت دو ماه به آموزش، سازماندهی و مجهز کردن نیروهایش پرداخت. در پایان ماه ژوئیه، اندرسون به همراه نیروهایش به سوی مناسس، ویرجینیا حرکت کرد و تا بهار سال ۱۸۶۲ در آنجا مستقر بود تا هنگامی که ارتش کنفدراسیون به سمت پنسیلوانیا عقب‌نشینی کرد. نخستین حضور جدی اندرسون در جنگ، در ۳۱ می در سون پینس روی داد. وی به‌طور موقت به فرماندهی یک تیپ از لشکر ژنرال دنیل هاروی هیل برگزیده شد و وی وظیفه یورش به جاده ویلیامزبرگ را برعهده داشت. حمله نیروهای جنوبی مبهم و نامشخص بود تا زمانی که اندرسون به شخصی با رهبری نیروهایش موفق به تسخیر سنگر نیروهای اتحادیه شد. نمایش رهبری و دلیری اش در طی نبرد موجب شد تا رئیس‌جمهور ایالات مؤتلفه، جفرسون دیویس وی را به درجه سرتیپی (انگلیسی: brigadier general) ارتقا دهد.
وی در طی برنامه حمله به ایالت‌های شمالی در کمپین مریلند به ارتش ویرجینیای شمالی فرا خوانده شد. ژنرال اندرسون پیش از گذر از دره کامبرلند (انگلیسی:Cumberland) در شارپسبورگ، مریلند در نبرد ساوت مانتین با نیروهای شمالی برخورد کرد. در شارپسبرگ، ژنرال اندرسون به همراه تیپ خود که از نیروهای سرسخت کارولینای شمالی تشکیل شده بود در مسیر جاده سانکن که بعدها به علت نبرد خونین آن روز به مسیر خونین (Bloody Lane) لقب گرفت، با مقاومتی جانانه به نبرد با ارتش اتحادیه پرداختند. باوجود نبرد وحشیانه و خونین میان دو طرف، ژنرال اندرسون تا پیش از شلیک گلوله به قوزک پایش همراه نیروهایش باقی ماند. اما پس از زخمی شدنش وی را از میدان نبرد بیرون آوردند و به بیمارستانی منتقل کردند. سرانجام اندرسون در تاریخ ۱۶ اکتبر ۱۸۶۲ در شهر رالی کارولینای شمالی جان خود را از دست داد. علت مرگ وی بخاطر عفونت ناشی از بریدن ساق پای آسیب دیده اش بود. پیکرش را در آرامستان تاریخی اوک وود بخاک سپردند.